# Забже
Забже (пол. Zabrze) — місто в південно-західній Польщі, у Верхньосілезькому вугільному басейні.

## Географія

### Клімат
Клімат міста помірний морський (Cfb за класифікацією Кеппена) зі значними опадами навіть протягом найсухішого місяця (лютого). Середньорічна температура складає 9,3 °C, кількість опадів — 810 мм.
| Клімат Забже              | Клімат Забже | Клімат Забже | Клімат Забже | Клімат Забже | Клімат Забже | Клімат Забже | Клімат Забже | Клімат Забже | Клімат Забже | Клімат Забже | Клімат Забже | Клімат Забже | Клімат Забже |
| Показник                  | Січ.         | Лют.         | Бер.         | Квіт.        | Трав.        | Черв.        | Лип.         | Серп.        | Вер.         | Жовт.        | Лист.        | Груд.        | Рік          |
| Середній максимум, °C     | 0,6          | 2,7          | 7,8          | 14,3         | 18,7         | 21,8         | 23,8         | 23,8         | 19,0         | 13,5         | 8,0          | 2,7          | 13,1         |
| Середня температура, °C   | −1,9         | −0,5         | 3,6          | 9,6          | 14,3         | 17,7         | 19,6         | 19,4         | 14,8         | 9,8          | 5,2          | 0,4          | 9,3          |
| Середній мінімум, °C      | −4,6         | −3,9         | −0,5         | 4,4          | 9,3          | 12,9         | 15,1         | 14,7         | 10,8         | 6,4          | 2,5          | −2,1         | 5,4          |
| Норма опадів, мм          | 53           | 47           | 57           | 57           | 82           | 87           | 107          | 77           | 77           | 57           | 57           | 52           | 810          |
| Днів з опадами            | 9            | 8            | 10           | 8            | 10           | 10           | 11           | 9            | 9            | 8            | 8            | 9            | 109          |
| Вологість повітря, %      | 83           | 81           | 74           | 67           | 69           | 70           | 70           | 69           | 73           | 78           | 83           | 83           | 75           |
| ------------------------- | ------------ | ------------ | ------------ | ------------ | ------------ | ------------ | ------------ | ------------ | ------------ | ------------ | ------------ | ------------ | ------------ |
| Джерело: Climate-Data.org |              |              |              |              |              |              |              |              |              |              |              |              |              |

## Історія
Забже було вперше згадане як село в XIII столітті. Починаючи з пізнього середньовіччя князі з династії Пястів запрошували сюди німецьких поселенців. Забже було успадковане австрійськими Габсбургами і анексований Пруссією в XVIII столітті. Було центром гірничої справи в Німецькій імперії. Отримало міський статус в 1922 році.
У 1915 році був перейменоване в Гінденбург на честь генерал-фельдмаршала Пауля фон Гінденбурга. Нова назва використовувалася до 29 травня 1945 року. Після того, як місто стало частиною Польщі, стару назву повернули, а німців, що залишилися, вигнали, згідно з рішенням Потсдамськой конференції.
Як інші міста в цьому густонаселеному районі, Забже — великий центр промисловості: металургійної, скляної, харчової (пивоваріння) і інших.

## Економіка
- Забжанський механічний завод — підприємство гірничого машинобудування в Польщі.

## Демографія
Демографічна структура станом на 31 березня 2011 року:
|          | Загалом | Допрацездатний вік | Працездатний вік | Постпрацездатний вік |
| -------- | ------- | ------------------ | ---------------- | -------------------- |
| Чоловіки | 87656   | 15381              | 61338            | 10937                |
| Жінки    | 93472   | 14345              | 57761            | 21366                |
| Разом    | 181128  | 29726              | 119099           | 32303                |

## Пам'ятки

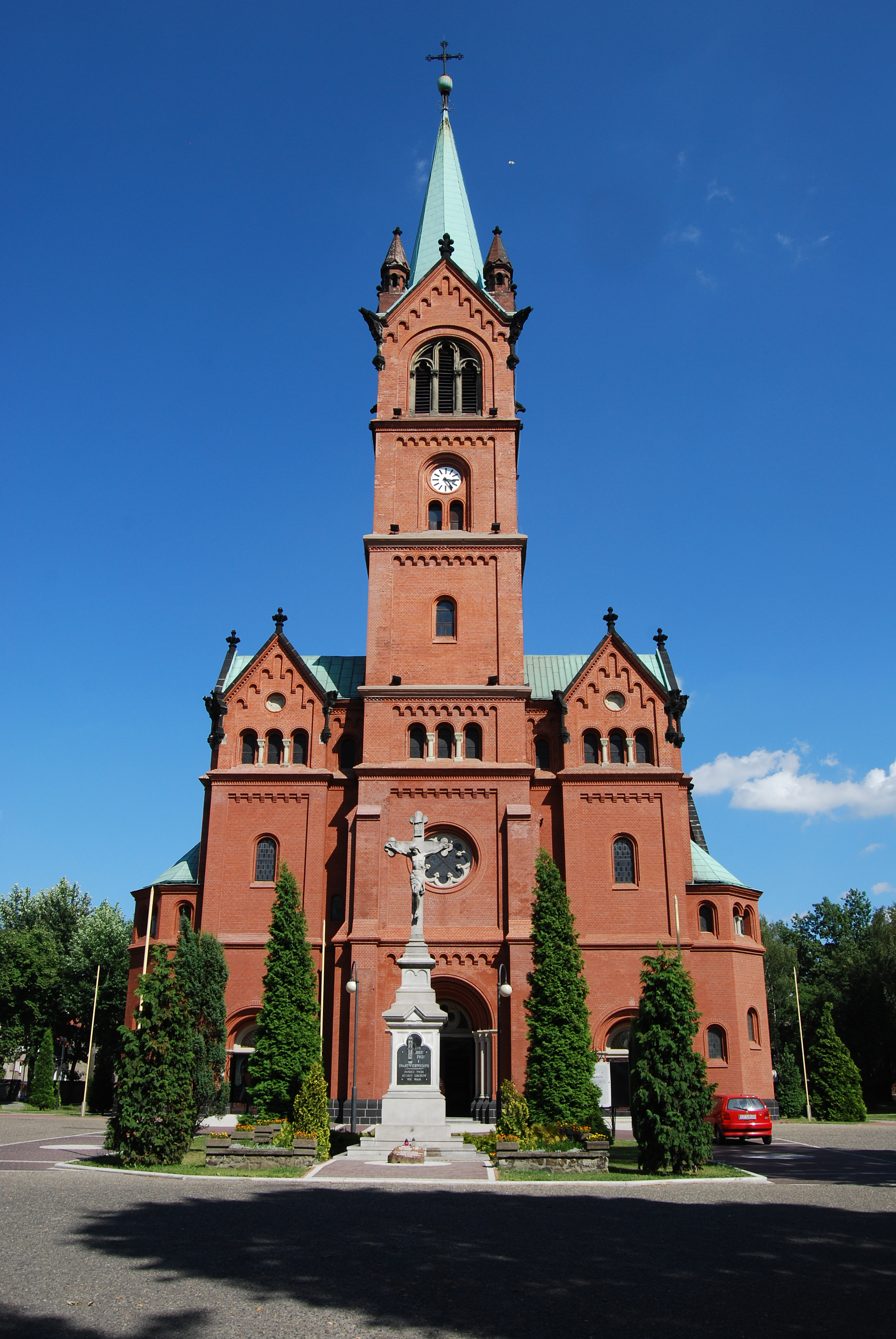
Костел Святої Анни

- Костел святого Андрія
- Костел Святого Івана
- Костел святої Анни
- Костел Святої Ядвиги
- Костел Святого Йосифа
- Ботанічний сад

## Уродженці
- Марта Антоняк (* 1986) — сучасна польська художниця.
- Себастьян Кава (* 1972) — польський пілот-планерист.
- Чеслав Мозіль (* 1979) — польський музикант і співак.
- Ґжеґож Россолінський-Лібе (* 1979) — німецько-польський історик.